# دفاعات نرجسية
الدفاعات النرجسية (بالإنجليزية: Narcissistic defences)‏ هي العمليات التي يتم فيها الاحتفاظ بالجوانب المثالية للذات بجانب إنكار حدودها، وتميل هذه العلميات إلى أن تكون جامدة متصلبة، وغالباً ما يكمن خلفها مشاعر من الخجل والشعور بالذنب، بصورة واعية أو غير واعية.

## الأصل
تعد الدفاعات النرجسية من بين الدفاعات النفسية مبكرة الظهور، وتشمل الإنكار والتشويه والإسقاط. ويعتبر الانفصام آلية دفاعية أخرى سائدة بين الأفراد المصابين باضطراب الشخصية النرجسية - ويعني الانفصال رؤية الناس والمواقف بصورة أبيض-أسود، إما كلها سيئة أو كلها جيدة.
يمكن للدفاع النرجسي، بالترافق مع الاضطرابات المصاحبة للتقييم النوذجي المفرط للذات، أن تظهر في أي مرحلة من مراحل النمو.

## تسلسل الدفاعات
يسعي الشخص النرجسي عادة لتفريغ المشاعر المؤلمة من خلال سلسلة من الدفاعات حتى يجد الآلية الناجحة بالنسبة له أو لها:
1. الكبت اللاواعي
2. الإنكار الواعي
3. التشويه (بما في ذلك المبالغة والتقليل) والأكاذيب
4. الإسقاط النفسي (إلقاء اللوم على شخص آخر)
5. طلب المساعدة من واحد أو أكثر من الأشخاص ذوي الاعتمادية عليه والذين سيقومون بدعم رأيه المشوه.

## مدرسة فرويد
لم يركز فرويد تحديداً على الدفاعات النرجسية، ولكنه كتب في ملاحظاته عن النرجسية كيف أن «المجرمين الكبار والفكاهيون، كما تم تمثلهم في الأدب، يجبرون اهتمامتنا من خلال الاتساق أو التكامل النرجسي بما يمكنهم من إبعاد أي شيء عن الأنا» ورأي فرويد النكوص النرجسي كإستجابة دفاعية لاعتراض الخسارة- إنكار فقدان أحد الأهداف الهامة وذلك عن طريق التماهي الاستبدالي.
اعتبر فرويد أيضا النرجسية الاجتماعية آلية دفاع نفسية، تكون واضحة عندما ينتج التماهي أو التعريف الطائفي ذعر غير عقلاني في التهديدات المتصورة، أو بعبارة أخرى الإفراط في رد الفعل تجاه أي تشكيك في أصالة شكسبير.

### لاكان
بعد خروج جاك لاكان عن رؤية فرويد تجاه الأنا كنتيجة للتماهي، معتبراً الأنا نفسه كوسيلة للدفاع النرجسي، مدفوعة بما أسماه لاكان «العاطفة أو الشغف النرجسي».

## مدرسة كلاين
أكد ميلاني كلاين، علي التعريف الاسقاطي في النرجسية، وعلي الدفاع الهوسي ضد أن يصبح النرجسي واعيا بالأضرار التي لحقت بالكائنات بسبب هذه الطريقة. وطبقاً لمدرسة كلاين فإنه في قلب دفاعات الهوس النرجسية يقف ما أسمته حنا سيغال (Hanna Segal) بـ «ثالوث المشاعر -التحكم الانتصار والازدراء».

### روزنفيلد
نظر هربرت روزنفيلد إلى دور السلطة المطلقة، جنبا إلى جنب مع التماهي الاسقاطي، كوسيلة نرجسية للدفاع ضد الوعي بحالة الفصل بين الأنا والغير.

## نظرية العلاقة بالموضوع
في أعقاب كلاين، أوضحت نظرية العلاقة بالموضوع، وخصوصا في المدارس الأمريكية لأوتو كيرنيرج وهاينز كوهوت الدفاعات النرجسية من خلال تحليل هذه الدفاعات كالإنكار، والتماهي الاسقاطي، وإضفاء المثالية.
وأكد كوربيرج أن التماهي أو التوحد مع الصفات المتعارضة هو سبب ضعف الأنا. كما أكد كوهوت أيضا علي حقيقة أن "الانقسامات العمودية في مكونات الشخصية، بأن يوجد مكونين أو جزئين متعارضين (أنا رجل ذوهيبة-أنا ضعيف) مع عدم وجود حوار بين هذين المتعارضين.
فيما أعطى المحلل النفسي نيفيل سيمينغتون أهمية أكثر للطريقة «التي تهيمن التيارات النرجسية فيها على الشخص... النجاة من خلال القدرة على الإحساس بالنغمة العاطفية للآخر... ارتداء عباءات الآخرين»؛ أما بالنسبة لسبوتنيتز فالعنصر الأساسي يكمن في تحويل النرجسي لمشاعر على النفس في الدفاع النرجسي.قالب:Better citation

### دفاعات إيجابية
أكد كورنيرج علي الجانب الإيجابي للدفاعات النرجسية، في حين أكد كوهوت أيضا علي ضرورة نجاح الوظائف النرجسية في تسلسل نضج منظم. فيما رأي آخرون مثل سايمينغتون أنه «من الخطأ تقسيم النرجسية إلى إيجابية وسلبية، حيث أنا لا نحصل على نرجسية إيجابية دون كراهية الذات».

## المذهب الوصمي (التنميطي) تجاه المرض النفسي
وجد اريكان أن المذهب الوصمي تجاه الأمراض النفسية يرتبط بالدفاعات النرجسية.

## القرن الواحد والعشرين
شهد القرن الواحد والعشرين تمييزا بين النرجسي الدماغي والجسدي- النرجسي الدماغي مبني علي شعوره الذاتي من خلال العملية العقلية والفكرية، بينما النرجسي الجسدي من خلال هوسه بجسده، كما هو الحال مع امرأة، تستثمر إحساسها بالحرية فقط في كونها كائن من الجمال في نظر الآخرين.

## أوجه الشبه الأدبية
- يُقال أن السير فيليب سيدني رأى الشعر في حد ذاته كوسيلة للدفاع النرجسي.[28]